# Coupe d'Angleterre de football 1924-1925
Navigation
Coupe d'Angleterre 1923-1924 Coupe d'Angleterre 1925-1926
La Coupe d'Angleterre de football 1924-1925 est la 50e édition de la Coupe d'Angleterre, la plus ancienne compétition de football, la Football Association Challenge Cup (généralement connue sous le nom de FA Cup).
Sheffield United remporte la compétition pour la quatrième fois de son histoire, battant Cardiff City en finale sur le score de 1 à 0 à Wembley à Londres.

## Compétition

### Quarts de finale
Les quarts de finale ont lieu le 7 mars 1925.
| Équipe 1         | Résultat | Équipe 2             |
| ---------------- | -------- | -------------------- |
| Blackburn Rovers | 1 - 0    | Blackpool            |
| Sheffield United | 2 - 0    | West Bromwich Albion |
| Southampton      | 1 - 0    | Liverpool            |
| Cardiff City     | 2 - 1    | Leicester City       |

### Demi-finales
Les demi finales ont lieu le 28 mars 1925, tous les matchs ont lieu sur terrain neutre.
| Équipe 1         | Résultat | Équipe 2         |
| ---------------- | -------- | ---------------- |
| Cardiff City     | 3 – 1    | Blackburn Rovers |
| Sheffield United | 2 - 0    | Southampton      |

### Finale
| Finale de la coupe d'Angleterre 1924-1925 | Sheffield United | 1 – 0   | Cardiff City | Wembley, Londres     |                      |
| 25 avril 1925                             |                  | (1 – 0) |              | Spectateurs : 91 763 | Spectateurs : 91 763 |